# Ніддерау
Ніддерау (нім. Nidderau) — місто в Німеччині, знаходиться в землі Гессен. Підпорядковується адміністративному округу Дармштадт. Входить до складу району Майн-Кінціг.
Площа — 46,73 км2. Населення становить 20 556 ос. (станом на 31 грудня 2020).